# Big Hearted Jim
Big Hearted Jim és una pel·lícula muda de l'Éclair American protagonitzada per Alec B. Francis i Julia Stuart. D’una durada de dues. bobines, es va estrenar el 22 d’octubre de 1913.

## Argument
Aline Myers i el seu marit es presenten a la sala d'estar de la seva casa del nord-oest dels Estats Units per separar una amalgama de sis nenes i nens i tants dotze gatets. Jim Myers els adverteix suaument que siguin amables amb els animals. Els nens són de la classe de parvulari de la seva germana Helen, que han vingut a visitar-los aquest cap de setmana en saber de l'arribada dels gatets. La petita Bo-peep, la favorita de l'Aline, demana una història de bona nit, així que els ancians s'hi avenen, i Jim, amb els nens al seu voltant a la vora del foc, comença a explicar la tràgica història de la seva joventut.
Un dia estava assegut davant d’una finestra i va veure com un home colpejava brutalment el seu cavall i sense poder-ho suportar el va pagar amb la mateixa mesura. En seu pare en saber-ho el va treure fora de casa. El noi va marxar al Canadà on va conèixer el seu amor, la germana de Jack Mitchell “el jugador”. El noi s'enrola a la policia canadenca i la seva primera missió és capturar Jack que ha estat acusat d’assassinar un comerciant durant una timba de cartes. Estima tan la noia que no es veu capaç de capturar el germà per lo que el va buscar i li demana que fugi. En saber-se és expulsat del cos.
Els nens s'han adormit. Algú truca, seguit de l'entrada del majordom amb una targeta de visita. Francis la mirar i somriu feliç. Un moment després Jack Mitchell, el germà l’Aline, entra a cambra. El retrobament amb la seva germana i cunyat fa molt feliç a Jack.

## Repartiment
- Alec B. Francis (Francis Myers)
- Julia Stuart (Aline Myers)
- Clara Horton (Little Bo-Peep)
- Helen Marten (Helen Myers)
- Edward Roseman (Jack Mitchell)